# Amritsar
Amritsar (pendż. ਅੰਮ੍ਰਿਤਸਰ, Sadzawka Nektaru Nieśmiertelności, hindi अमृतसर) – miasto w północno-zachodnich Indiach, w stanie Pendżab, w pobliżu granicy z Pakistanem. Około 1,1 mln mieszkańców. W mieście tym znajduje się najważniejszy obiekt kultu sikhów – Złota Świątynia zwana Darbar Sahib (pol. Dwór Pana) lub Harmandir (pol. Świątynia Boża), w której przechowywany jest oryginał świętej księgi sikhów „Sri Guru Granth Sahib”.
Miasto zostało założone w 1577 przez czwartego guru sikhów Rama Dasa i stało się głównym celem sikhijskich pielgrzymek. Syn i następca Ram Dasa Ardźan wzniósł świątynię na wyspie pośrodku Harmandir Sahib Sarovar (pol. Jeziora Boskiego Nektaru zwanego też Jeziorem Nieśmiertelności), a wewnątrz umieścił świętą księgę sikhów. Jest ona do dziś odczytywana bez przerwy w dzień i w nocy przez zmieniających się co dwie godziny kapłanów. W 1803 roku świątynia pokryta została cienką, pozłacaną blachą ofiarowaną w darze przez maharadżę Ranjita Singha.
Z Harmandirem wiąże się jeden z najsmutniejszych epizodów historii Indii. Na  początku lat 80. XX w. bardzo silne zaczęły być dążenia niepodległościowe przejawiane przez część separatystycznych sikhów. W 1983 roku obrali sobie oni Złotą Świątynię za swoją fortecę i szerzyli z niej terror wobec wszystkich swoich przeciwników. W przeciągu niespełna dwóch lat zginęło 410 osób i wiele zostało rannych. Na taki obrót spraw rząd Indiry Gandhi nie mógł pozostać obojętnym i w dniach 5-7 czerwca 1984 roku przeprowadzono szturm świątyni zwany Operacją Niebieskiej Gwiazdy. Społeczność sikhijska uznała to za zhańbienie świątyni (mimo że wojsko miało zakaz strzelania w kierunku głównego sanktuarium) i w odwecie 31 października 1984 dwaj sikhijscy ochroniarze zastrzelili panią premier.
Drugie pamiętne miejsce w Amritsarze to park Jallianwala Bagh, gdzie 13 kwietnia 1919 roku brytyjskie wojsko otworzyło ogień do nieuzbrojonych demonstrantów zabijając blisko 300 i raniąc 2700 osób (Masakra w Amritsarze). Wydarzenia te upamiętnia „Galeria Męczeństwa” oraz tablica pamiątkowa przy wejściu do parku.